# Telefonické dorozumívání
Telefonické dorozumívání je při provozování dráhy v železniční dopravě jeden ze způsobů, jak zabezpečit jízdu vlaků na trati. Patří mezi ty nejjednodušší a na tratích v Česku stále hojně používané. Dopravny však musejí být obsazeny personálem, takže na regionálních drahách s malým rozsahem dopravy, kde dopravny nejsou obsazeny personálem, se užívá zjednodušené řízení drážní dopravy. 
Telefonické dorozumívání se používá také na tratích vybavených traťovým zabezpečovací zařízení v případě, že dojde k poruše nebo výluce tohoto zařízení.
Každá dopravna a stanoviště na trati je vybaveno telefonním přístrojem pro spojení se sousedními dopravnami a nejbližšími dopravnami s kolejovým rozvětvením. Dopravny s kolejovým rozvětvením jsou vždy obsazeny výpravčími (s výjimkou některých závislých odboček), kteří dopravu na trati řídí.
Na tratích s telefonickým dorozumíváním mohou být tyto dopravny:
- železniční stanice
- výhybny
- odbočky
- hlásky

Ostatní dopravny (hradla, automatická hradla, …) vyžadují již vyšší stupeň zabezpečení.

## Vztah k pojmu zabezpečovací zařízení
Telefonické dorozumívání není, dle normy TNŽ 34 2620, zabezpečovacím zařízením, i když je za něj často mylně označováno, nýbrž druhem zabezpečení jízd vlaků. Při zabezpečení jízd vlaků na tratích bez traťového zabezpečovacího zařízení (TZZ) mohou být zřízeny hlásky. Oddílová návěstidla hlásky a jejich ovládací obvody zabezpečovacím zařízením 1. kategorie dle TNŽ 34 2620 již jsou.

## Jak se provádí telefonické dorozumívání
Na obousměrně pojížděných traťových kolejích se doprava řídí pomocí tří základních telefonických hlášení. Nabídkou, přijetím a odhláškou.
- Nabídka je žádost výpravčího o souhlas k jízdě vlaku z jeho dopravny do sousední dopravny s kolejovým rozvětvením obsazené výpravčím.
- Přijetí je souhlas výpravčího s jízdou vlaku ze sousední dopravny obsazené výpravčím.
- Odhláška je zpráva nejbližší předchozí dopravně, ze které vlak přijel, že traťový oddíl je volný.

Hlášení přijetí a odhlášky se důsledně evidují v dopravní dokumentaci, kterou dopravní zaměstnanci vedou. Nabízet a přijímat vlaky smí jen výpravčí, odhlášky dávají výpravčí a hláskaři. Pro nabídku, přijetí a odhlášku existují závazná znění, která jsou dopravní zaměstnanci povinni dodržovat.

## Příklad jízdy vlaku
Jako vzorový příklad pro zabezpečení jízdy vlaku na trati s telofonickým dorozumíváním nám poslouží jednokolejný mezistaniční úsek rozdělený jednou hláskou na dva traťové oddíly. Osobní vlak číslo 6485 pojede ze stanice Rybníky do stanice Potok, mezi nimiž je hláska Les.
Výpravčí stanice Rybníky nabízí vlak do stanice Potok a hláskař hlásky Les poslouchá jejich rozhovor.
Výpravčí žst. Rybníky: „Přijmete vlak 6485 s odjezdem ze stanice Rybníky v 8:15? Novák“ (nabídka)
Výpravčí žst. Potok: „Ano, přijímám vlak 6485 s odjezdem ze stanice Rybníky v 8:15. Starý“ (přijetí)
Hláskař po přijetí vlaku výpravčím v Potoku potvrdí, že rozhovor slyšel a rozuměl mu: „Hláska Les rozumí.“
V případě, že žst. Potok vlak nemůže přijmout, odpoví výpravčí žst. Potok na nabídku vlaku takto: „Nikoliv, čekejte. Starý“. Zároveň sdělí důvod odmítnutí vlaku a předpokládaný čas pominutí důvodu k odmítnutí. Pomine-li tento důvod, vyzve výpravčí žst. Potok výpravčího žst. Rybníky k opakování nabídky.
Vlak po vypravení ze stanice Rybníky projede kolem oddílového návěstidla hlásky Les a jakmile se hláskař přesvědčí o celistvosti vlaku, přestaví oddílové návěstidlo na návěst Stůj a udělí stanici Rybníky odhlášku: „Vlak 6485 v hlásce Les. Holý“. Výpravčí stanice Rybníky potvrdí, že odhlášku přijal: „Vlak 6485 v hlásce Les. Rozuměl Novák“. Nyní je možné nabídnout další vlak stejného směru, protože traťový oddíl mezi stanicí Rybníky a hláskou Les je volný.
Nabídka pro následující vlak by zněla takto: „Vlak 6485 v hlásce Les. Přijmete vlak 47321 s odjezdem ze stanice Rybníky v 8:30? Novák“
Po vjezdu do stanice Potok zkontroluje výpravčí nebo výhybkář celistvost vlaku a výpravčí udělí odhlášku na hlásku Les: „Vlak 6485 ve stanici Potok. Starý“. Hláskař potvrdí přijetí odhlášky slovy: „Vlak 6485 ve stanici Potok. Rozuměl Holý“.
Celý mezistaniční úsek je volný a je možné nabídnout vlak opačného směru.
Nabídka pro vlak opačného směru by zněla takto: „Vlak 6485 dojel. Přijmete vlak 6486 s odjezdem ze stanice Potok v 9.37? Starý“